# 圓周摺積
兩個函數的圓周摺積是由他們的週期延伸所來定義的。週期延伸意思是把原本的函數平移某個週期 T 的整數倍後再全部加起來，所產生的新函數。{\displaystyle x(t)} 的週期延伸可以寫成
{\displaystyle x_{T}(t)\ {\stackrel {\mathrm {def} }{=}}\ \sum _{k=-\infty }^{\infty }x(t-kT)=\sum _{k=-\infty }^{\infty }x(t+kT).}
兩個函數 {\displaystyle x(t)} 與 {\displaystyle h(t)} 的圓周摺積 {\displaystyle (x\otimes h)(t)} 可用兩種互相等價的方式來定義
{\displaystyle {\begin{aligned}y(t)&=\int _{t_{o}}^{t_{o}+T}h_{T}(\tau )\cdot x_{T}(t-\tau )\,d\tau \\&=\int _{-\infty }^{\infty }h(\tau )\cdot x_{T}(t-\tau )\,d\tau \quad =\quad (x_{T}*h)(t),\end{aligned}}}
其中 {\displaystyle *} 表示原本的（線性）摺積。

類似地，對於離散信號（數列），可以定義週期 N 的圓周摺積 {\displaystyle (x\otimes h)[n]} 為
{\displaystyle {\begin{aligned}(x_{N}*h)[n]&=\sum _{m=-\infty }^{\infty }h[m]\cdot x_{N}[n-m]\\&=\sum _{m=-\infty }^{\infty }\left(h[m]\cdot \sum _{k=-\infty }^{\infty }x[n-m-kN]\right).\,\end{aligned}}}

如果引入循环矩阵，那么两个长度都为 N  的离散信号（长度不一致，则可以通过补零来对齐两信号）的循环卷积则可以写成矩阵的形式。设有长度为 N 的离散信号 {\displaystyle {\boldsymbol {x}}={\begin{bmatrix}x_{0}&x_{1}&\cdots &x_{N-1}\end{bmatrix}}^{\rm {T}}}，则由该向量构建的循环矩阵有如下形式
{\displaystyle \mathbf {C} _{x}={\begin{bmatrix}x_{0}&x_{N-1}&\cdots &x_{1}\\x_{1}&x_{0}&\cdots &x_{2}\\\vdots &\vdots &\ddots &\vdots \\x_{N-1}&x_{N-2}&\cdots &x_{0}\end{bmatrix}}.}
此时，信号{\displaystyle {\boldsymbol {x}}\in \mathbb {R} ^{N\times 1}}与信号{\displaystyle {\boldsymbol {y}}\in \mathbb {R} ^{N\times 1}}的圆周卷积可以写为
{\displaystyle {\boldsymbol {x}}\otimes {\boldsymbol {y}}=\mathbf {C} _{\boldsymbol {x}}{\boldsymbol {y}}.}

離散信號的圓周摺積可以經由圓周摺積定理使用快速傅立葉變換（FFT）而有效率的計算。因此，若原本的（線性）摺積能轉換成圓周摺積來計算，會遠比直接計算更快速。考慮到長度 {\displaystyle L} 和長度 {\displaystyle M} 的有限長度離散信號，做摺積之後會成為長度 {\displaystyle L+M-1} 的信號，因此只要把兩離散信號補上適當數目的零（zero-padding）成為 N 點信號，其中  {\displaystyle N\geq L+M-1\,}  ，則它們的圓周摺積就與摺積相等。即可接著用 N 點 FFT 作計算。
用以上方法計算摺積時，若兩個信號長度相差很多，則較短者須補上相當多的零，太不經濟。而且在某些情況下，例如較短的 {\displaystyle h[n]} 是一個 FIR 濾波器而較長的 {\displaystyle x[n]} 是未知長度的輸入（像語音）時，直接用以上方法要等所有的輸入都收到後才能開始算輸出信號，太不方便。這時可以把 {\displaystyle x[n]} 分割成許多適當長度的區塊（稱為 block convolution），然後一段一段的處理。經過濾波後的段落再仔細的連接起來，藉由輸入或輸出的重疊來處理區塊連接的部份。這兩種做法分別稱為重疊-儲存之摺積法和重疊-相加之摺積法。

## 外部連結
cnx （页面存档备份，存于）